# Lady Gaga: Queen of Pop
Lady Gaga: Queen of Pop es la biografía de la cantante estadounidense Lady Gaga, escrita por Emily Herbert (seudónimo de Virginia Blackburn) y publicado en el Reino Unido por John Blake Publishing Ltd. Fue publicado por Overlook Press en los Estados Unidos, con el título de Lady Gaga: Behind the Fame. Otras versiones de Lady Gaga: Queen of Pop fueron publicadas en 2010 por Wilkinson Publishing en Melbourne, Victoria y por Gardners Books en el Reino Unido. El libro describe la vida de Gaga cuando era conocida como Stefani Joanne Angelina Germanotta. Se inicia con su nacimiento en 1986, y la crónica de su educación y pasos que condujeron a su primera experiencia con la fama. El autor recoge su tiempo en el Convento del Sagrado Corazón (Convent of the Sacred Heart), en Nueva York, sus incursiones a discotecas con su madre para poder participar en los eventos de micrófono abierto, y su breve incursión en la Escuela Tisch de las Artes (Tisch School of the Arts). Germanotta tomó el nombre de Lady Gaga de la canción del grupo de rock Queen llamada «Radio Ga Ga», lanzó su primer álbum The Fame en 2008. Gaga describe su éxito en la industria musical, destacando sus colaboraciones empresariales y la aparición en la portada de la revista Rolling Stone en 2009.
Lady Gaga: Queen of Pop tuvo una recepción mixta, fue descrito de manera positiva por un revisor del diario Orlando Sentinel. El diario Herald Sun criticó el estilo de comentarios del libro y su forma de organización cronológica. El crítico de libros del St. Petersburg Times comentó la apreciación de las fotos de la intérprete que aparecen en el libro. El Phoenix New Times publicó una reseña del libro que caracteriza su estilo como una tendencia hacia un tono positivo, y lo comparó con una entrada en Wikipedia. El crítico del Minneapolis Star-Tribune criticó el libro por ser predecible en cuanto a su naturaleza. Ms. Magazine publicó una reseña en la que señala que el libro describe la visión de la artista en cuanto a los negocios y su motivación de mantener el control de su propia imagen. Escribiendo para el Las Vegas Review-Journal, un crítico de Lady Gaga señaló que el libro utiliza múltiples referencias y presentó una detallada biografía de Gaga.

## Autor
Emily Herbert es el seudónimo de la periodista británica Virginia Blackburn. Blackburn escribió artículos sobre Lady Gaga en publicaciones como The Express y Herald Sun. Su biografía de Katie Price, Katie and Peter: Too Much in Love, se convirtió en un best-seller número uno en la categoría de encuadernación en rústica no-ficción. Otras obras de la autora son Michael Jackson: King of Pop, Kerry: Story of a Survivor (sobre Kerry Katona), Robbie: A Life Less Ordinary (Robbie Williams) y Gok Wan: The Biography (Gok Wan). Blackburn se especializa en biografías de celebridades, se motiva a sí misma a escribir 5.000 palabras al día. Overlook Press declaró que es la primera biografía publicada sobre la artista.

## Recepción
Jim Abbott del Orlando Sentinel describió al libro como una biografía «sin aliento nuevo». En una crítica publicada por el diario Herald Sun, Blanche Clark escribió: «La línea de tiempo que esta suelta en el libro es completamente irritante, al igual que las frases extremadamente simples». La crítico de libros del St. Petersburg Times Colette Bancroft hablo sobre las ilustraciones del libro y dijo: «Les puedo decir mucho de las fotos, son muy divertidas, aunque algunas dan un poco de miedo, como aquella en el que Gaga parece un extraterrestre a la espera de un examen ginecológico».
Escribiendo para el Minneapolis Star-Tribune Kristin Tillotson describió la biografía como «rapidita y previsible». Noelle Williams de Ms.Magazine comento «Lady Gaga: Behind the Fame demuestra el control que ella tiene de su imagen».
Escribiendo para el Phoenix New Times Nicki Escudero comparó el libro con una entrada de Wikipedia «es realmente como una ampliada entrada de Wikipedia, si es que les gustan estas cosas, la voz de Herbert muestra que el libro no es totalmente imparcial». Sharon Galligar del Las Vegas Review-Journal describió al libro como: «Utilizando referencias de muchas fuentes y diferentes estilos, Herbert ha creado una biografía bastante sólida del nuevo icono del pop, le da al lector una explicación completa del cuerpo de la persona detrás de Lady Gaga».

## Lectura adicional
Reseñas adicionales
- Lady Gaga: Behind the Fame Archivado el 16 de junio de 2011 en Wayback Machine., reseña de Bookforum